# Rosa Elvira Figueroa

Rosa Elvira Figueroa y Núñez (Huánuco, 20 de noviembre de 1904 - Lima, 31 de mayo de 1988) fue una cantante, bailarina, coreógrafa, etnomusicóloga, actriz e investigadora del folklore  peruano. Destacó por fundar espacios de promoción cultural dancística peruana, entre ellos la actual Escuela Nacional Superior de Folklore José María Arguedas.  El Concejo Provincial le concedió la Medalla de Oro de Lima gracias a su destacada labor artística.

## Formación
Rosa Elvira nació el 20 de noviembre de 1904 en Huánuco siendo hija de los esposos Pedro Figueroa San Miguel y Elvira Núñez. Su padre, además de ser un personaje importante de su ciudad de origen, lo fue en la política peruana.Un grupo familiar inmerso en manifestaciones artísticas, así como los viajes que realizaba con su padre debido a su trabajo, la motivaron a interesarse por la danza y las música tradicionales.
En su pubertad se traslada a Lima, ciudad en la que residiría hasta el día de su muerte. Estudió en el colegio Santa Úrsula; más adelante este espacio sería importante pues allí tejió su primera red de contactos que utilizó al momento de conseguir auspicios para los espectáculos que realizaba. En 1934 egresó de la Academia Nacional de Música Alcedo, actual Universidad Nacional de Música, en donde estudió baile y coreografía —es importante recalcar que también se formó en ballet con el coreógrafo italiano de La Scala, Enzo Longhi y se capacitó en folklore latinoamericano en el extranjero—. 

## Trayectoria
En 1930 formó parte de la estación de radio OAX y tan solo tres años después debutó como actriz en la película peruana de 1933, Yo perdí mi corazón en Lima. Luego entraría a trabajar a Radio Nacional del Perú, espacio donde se dedicaría a difundir el folklore peruano, así como la interpretación de piezas musicales de compositores renombrados, durante un lapso aproximado de catorce años.El 13 de junio de 1948 fundó la Escuela de Música y Danza Folklórica Peruana, sin embargo su autorización oficial se realizó hasta un año después. Este logro fue muy importante ya que este espacio se dedicó a investigar, conservar y preservar las danzas de nuestro país hasta la actualidad.
Por este hecho es que se la considera como una de las pioneras en la institucionalización del folklore. Es importante recalcar que para ella esta acción era fundamental, puesto que consideraba que la clave de la peruanidad y tradición estaban en los centros educativos.A pesar de su notable labor, muchos de sus alumnos y colegas consideran que no se le dio el debido agradecimiento, ya que su figura fue quedando en el olvido, sumado a la crítica constante que recibía por parte de los autores indigenistas, entre ellos el del escritor y antropólogo José María Arguedas quien se manifestaba en contra de la profesionalización del folclor —paradójicamente, la institución que ella fundó llevaba su nombre—.
Uno de los mayores reparos entre sus colegas y algunos antropólogos, era por lo que consideraban una "institucionalización" folclor, así como por la manera en la que se empezaría a transmitir la cultura, muy diferente de la tradicional, sacando a la luz a las costumbres sin traer un beneficio concreto a los pobladores de donde venían estas tradiciones.Debido a esto se conforma la Comisión Técnica de Folklore, un espacio que buscaba evitar la reinterpretación y la visión superficial del folclor, buscando tener un registro etnográfico-festivo con el fin de preservar de manera fidedigna nuestra cultura, involucrando a los pobladores y a maestros altamente capacitados y con experiencia. Esta forma de pensamiento contrario al de Rosa Elvira Figueroa, el cual se enfocaba, principalmente, en llevar las danzas tradicionales a espacios no convencionales, como el teatro o la televisión.
Figueroa consideraba que el atractivo del  folclor se basaba en la puesta en escena, estilizando las coreografías y creando nuevas versiones de nuestras tradiciones. Esto se hizo evidente cuando, en 1960, fue partícipe del Certamen Panamericano de Danzas Folklóricas donde junto a su escuela y Perú Canta y Baila, espacio que ella misma formó, en donde ganaron el Primer Premio de Interpretación Folklórica. Una de las razones mencionadas para darles dicho premio, fue el que la mayoría de los bailarines no procedían de sus lugares de origen tradicionales, sino de una escuela especializada.
Rosa Elvira fue homenajeada en vida por distintas instituciones como el Club de la Unión o la Embajada de los Estados Unidos, entre otros. Asimismo, recibió premios por parte del Concejo Provincial de Lima por su labor artística y fue reconocida como La Ñusta en el año 1959. 